# Hans Kofler
Hans Kofler (* 30. Januar 1896 in Trient; † 20. März 1947) war ein österreichischer Arabist und Semitist.

## Leben und Wirken
Kofler absolvierte das Humanistische Staatsgymnasium und nahm anschließend an der Universität Innsbruck ein Studium der klassischen und romanischen Philologie auf, das er 1919 mit der Promotion und der Lehramtsprüfung in Latein, Griechisch und Italienisch abschloss. Anschließend war er bis 1939 Lehrer am Mädchen-Realgymnasium in Innsbruck. Zugleich studierte er Rechtswissenschaften und wurde 1926 Doktor der Rechte. Bei einem Studienurlaub 1929/30 konnte er in Leipzig (u. a. bei August Fischer und Hans Heinrich Schaeder) seine bereits in Innsbruck erworbenen Fähigkeiten der semitistischen Philologie vertiefen. 1931 wurde er Mitglied in der Deutschen Morgenländischen Gesellschaft. 1932 habilitierte er sich in Innsbruck für Orientalische Philologie und Islamwissenschaft und war ebenda als Privatdozent tätig. 1939 wurde er als planmäßiger außerordentlicher Professor für Arabistik und Islamwissenschaft an die Universität Wien berufen. Am 19. Mai 1938 beantragte er die Aufnahme in die NSDAP und wurde zum 1. Januar 1940 aufgenommen (Mitgliedsnummer 7.870.419).
Ein Gutachten, das Kofler im Auftrag der Parteiamtlichen Prüfungskommission zum Schutze des nationalsozialistischen Schrifttums (PPK) über Franz Taeschners im Juni 1944 erschienenes Buch Geschichte der arabischen Welt hatte erstellen sollen, kam nicht zustande. Nachdem Kofler der PPK bereits im August Arbeitsüberlastung als Hinderungsgrund mitgeteilt hatte, gab er Ende Oktober endlich eine Absage mit der Begründung, es sei ihm „bei bestem Willem und trotz regstem persönlichen Interesse an dem in Frage stehenden Buche absolut nicht möglich“ […] „mein seinerzeit gegebenes Versprechen einzulösen. Ich war jetzt volle drei Monate im Reichsehrendienst täglich 11 Stunden in der Rüstungsindustrie beschäftigt, sodann in den späten Abendstunden als Propagandaleiter einer Ortsgruppe der NSDAP täglich weitere 2 bis 3 Stunden im Parteieinsatz, ferner nach den Terrorangriffen auf Wien […] mit der Einweisung der Bombengeschädigten befasst und bin nunmehr mit der propagandistischen Vorbereitung und der Durchführung der Erfassung des Volkssturmes in meiner Ortsgruppe bis aufs äusserste in Anspruch genommen.“
Im letzten Jahr seines Lebens übersetzte Kofler Muhyī d-Dīn Ibn ʿArabīs Fuṣūṣ al-ḥikam ins Deutsche, wodurch das Werk zum ersten Mal in eine europäische Sprache übersetzt worden war. Bedingt durch Koflers Tod dauerte es allerdings bis 1970, bis die Übersetzung als Das Buch der Siegelringsteine der Weisheitssprüche in der Akademischen Druck- und Verlagsanstalt erschien.